# Takahiro Kawamura
Takahiro Kawamura (河村 崇大 Kawamura Takahiro?), född 4 oktober 1979 i Shizuoka prefektur, är en japansk före detta fotbollsspelare.
Kawamura började sin karriär 1998 i Júbilo Iwata. Med Júbilo Iwata vann han japanska ligan 1999, 2002, japanska ligacupen 1998 och japanska cupen 2003. 2006 blev han utlånad till Cerezo Osaka. 2007 blev han utlånad till Kawasaki Frontale. Han gick tillbaka till Júbilo Iwata 2008. 2009 flyttade han till Tokyo Verdy.